# Taylor Hicks
Taylor Reuben Hicks (född 7 oktober 1976) är en amerikansk sångare, låtskrivare och musiker som vann den femte säsongen av American Idol år 2006. Innan sångtävlingsprogrammet hade Taylor redan gett ut två album. Taylor är hittills den äldsta deltagaren som har vunnit tävlingen. Singeln "Do I Make You Proud" kom etta på den amerikanska singellistan Billboard. I December 2006 släpptes debutalbumet Taylor Hicks. I januari 2007 släpptes andra singeln; "Just To Feel That Way".

## Diskografi
Studioalbum
- Under the Radar (2005)
- Taylor Hicks (2006)
- The Distance (2009)

Livealbum
- In Your Time (1997)
- The Little Memphis Blues Orchestra with Taylor Hicks (2006)

Samlingsalbum
- Early Works (2008)

Singlar
- "Do I Make You Proud" (2006) (#1 på Billboard Hot 100)
- "Taking It To The Streets" (2006)
- "Just to Feel That Way" (2007)
- "Heaven Knows" (2007)
- "What's Right Is Right" (2009)
- "Seven Mile Breakdown" (2009)
- "SOS (Save My Body, Save My Soul)" (2010)
- "Silent Night" (2015)
- "Call Paul" (2017)
- "Six Strings and Diamond Rings" (2017)